# Vol II, El Efecto

Vol II, El Efecto es el segundo disco de estudio de la banda de rock chilena Libra, lanzado el 15 de abril de 2007 a través de Bolchevique Records.
De este disco se lanzaron los sencillos: Quierés Más, Solo por Hoy y Ojos del Amanecer.
Gracias a este disco, la gran rotación de sus sencillos en MTV Latino y la gran aceptación del público latinoamericano, Libra viaja por primera vez a México en 2008 y Colombia en 2009
En México estuvieron cerca de 1 mes presentándose en diversos lugares y respondiendo entrevistas de los medios especializados. Fueron invitados a Los Premios MTVLA 2008 y grabaron videos para la sección “15 Días en MTV”.
Grabaron un videoclip del tema “Simplemente”, que se podía ver en los comerciales de MTV Latino.
En octubre de 2009 viajan a Colombia y hacen una serie de presentaciones en Bogotá, donde fueron muy bien recibidos por el público, que hace muchos años manifestaba su apoyo a la banda.
Estuvieron en los Premios MTV Bogotá y en los Premios Shock.

## Lista de canciones
Todas las canciones por César Ascencio y Jaime Fernández

| N.º | Título                | Duración |  |
| 1.  | «Quiebra El Silencio» | 3:14     |  |
| 2.  | «Simplemente»         | 3:16     |  |
| 3.  | «Solo Por Hoy»        | 3:31     |  |
| 4.  | «El Comienzo»         | 0:49     |  |
| 5.  | «Quieres Más»         | 3:36     |  |
| 6.  | «Volver… Jamás»       | 3:58     |  |
| 7.  | «La Opción»           | 4:03     |  |
| 8.  | «Somos Libres»        | 3:18     |  |
| 9.  | «Tu Revolución»       | 4:13     |  |
| 10. | «Ojos Del Amanecer»   | 5:10     |  |
| 11. | «Nuestro Secreto»     | 4:42     |  |

## Personal
- Jaime Fernández  – Voz
- César Ascencio  –  Guitarra, piano, Hammond y sintetizador
- Luis Lemus  –  Bajo
- Christian Ahués  –  Batería

## Producción
- Producido, grabado y mezclado por: César Ascencio
- Técnico de baterías: Cristóbal Orozco
- Masterizado en PURO Mastering, Buenos Aires, Argentina, por: Eduardo Bergallo.
- Asistente de Marketing: Max Scenna.
- Producción Ejecutiva: César Ascencio / Bolchevique Records
- Dirección de Arte y Diseño de Carátula: FAUNA Diseño
- Fotografías: Daniela Pozo
- Ilustraciones: Alberto Lemus

- Datos: Q6164584